# Ellen Swallow Richards
Ellen Henrietta Swallow Richards (Dunstable, 3 desembre 1842 - Jamaica Plain, 30 març 1911) fou una enginyera industrial i química ambiental dels Estats Units al segle xix. El seu treball va ser pioner en el camp de l'enginyeria sanitària i de la investigació en ciències domèstiques i va establir les bases per a la nova ciència de l'economia domèstica que es caracteritzà per l'aplicació de la ciència a la llar, i la primera a aplicar la química a l'estudi de la nutrició.
Va ser la primera dona admesa a l'Institut de Tecnologia de Massachusetts, on es va graduar en 1873, i més tard es va convertir en la primera professora dona.
Com a feminista pragmàtica, creia que el treball de la dona a la llar era un aspecte vital de l'economia, i va establir les bases de l'ecofeminisme, que es desenvoluparia durant la segona meitat del segle xx.

## Biografia
Ellen Swallow va néixer a Dunstable (Massachusetts), va ser l'única filla de Peter Swallow i Fanny Gould Taylor, ambdós procedents de famílies estables, d'escassos recursos, que creien en el valor de l'educació.
De petita va ser educada a casa. El 1859 la família es va traslladar a Westford i quan ella ja tenia disset anys, va assistir a l'Acadèmia Westford. Els estudis a l'acadèmia incloïen les matemàtiques, composició i llatí, similars als que hi havia a les acadèmies de Nova Anglaterra de l'època. El domini que va mostrar del llatí li va permetre estudiar el francès i l'alemany, una llengua rara al nord de Nova York. Gràcies a aquestes habilitats era molt sol·licitada com a professora particular, amb la qual cosa va obtenir uns ingressos que li van permetre continuar els seus estudis. Al març de 1862 es va graduar a l'Acadèmia Westford (segona escola secundària més antiga de Massachusetts), però dos mesos després va contreure el xarampió i va haver d'interrompre els preparatius per començar a dedicar-se a l'ensenyament.
A la primavera de 1863 la família es va traslladar a Littleton (Massachusetts) on el seu pare acabava de comprar una botiga més gran i per ampliar el negoci. En aquesta època passava molt de temps atenent la botiga de la família i tenint cura de la seva mare, que estava malalta. Durant l'hivern de 1865-1866, es va dedicar a estudiar i assistir a conferències a Worcester.
El 1868, amb vint-i-sis anys,va entrar al Vassar College, on va ser admesa com a estudiant especial. Una mica més d'un any després va ser admesa a les classes regulars i es va graduar al cap de dos anys, essent la primera dona nord-americana a obtenir un títol en química, el 1870 al Vassar College, i després va obtenir un màster amb un treball sobre l'anàlisi química del mineral de ferro. Ellen Richards va formar part del consell d'administració del Vassar College durant molts anys, i el 1910 aquesta institució li va concedir un doctorat honorari en ciències. Lespersones que més van influir en ella en aquella època van ser l'astrònoma Maria Mitchell i el Professor Charles S. Farrar (1826-1908), que estava al capdavant del Departament de Ciències Naturals i Matemàtiques.
El 1870 va escriure a Merrick & Gray, empresaris químics de Boston, preguntant-los si l'acceptarien com a aprenent. Li van respondre que no estaven en condicions d'admetre alumnes, i que el millor era que tractés d'entrar a l'Institut de Tecnologia de Massachusetts (MIT) com a estudiant. El 10 de desembre de 1870, després d'un breu debat, els professors van recomanar a la Corporació de l'MIT l'admissió de la Swallow com a estudiant especial de Química, «amb el benentès que la seva admissió no estableixi un precedent per a l'admissió general de dones», segons consta a l'acta de la reunió de la Corporació MIT del 14 de desembre de 1870. Es va convertir així en la primera dona admesa a l'Institut de Tecnologia de Massachusetts, on el 1873, va obtenir el grau en ciències amb la seva tesi, Notes on Some Sulpharsenites and Sulphantimonites from Colorado. Va continuar els seus estudis a l'MIT i hauria obtingut un grau superior si no hagués estat perquè l'MIT es va resistir a la concessió d'aquesta distinció a una dona, cosa que no va fer fins al 1886 quan va concedir per primera vegada un Mestratge en Ciències en Química a una dona.

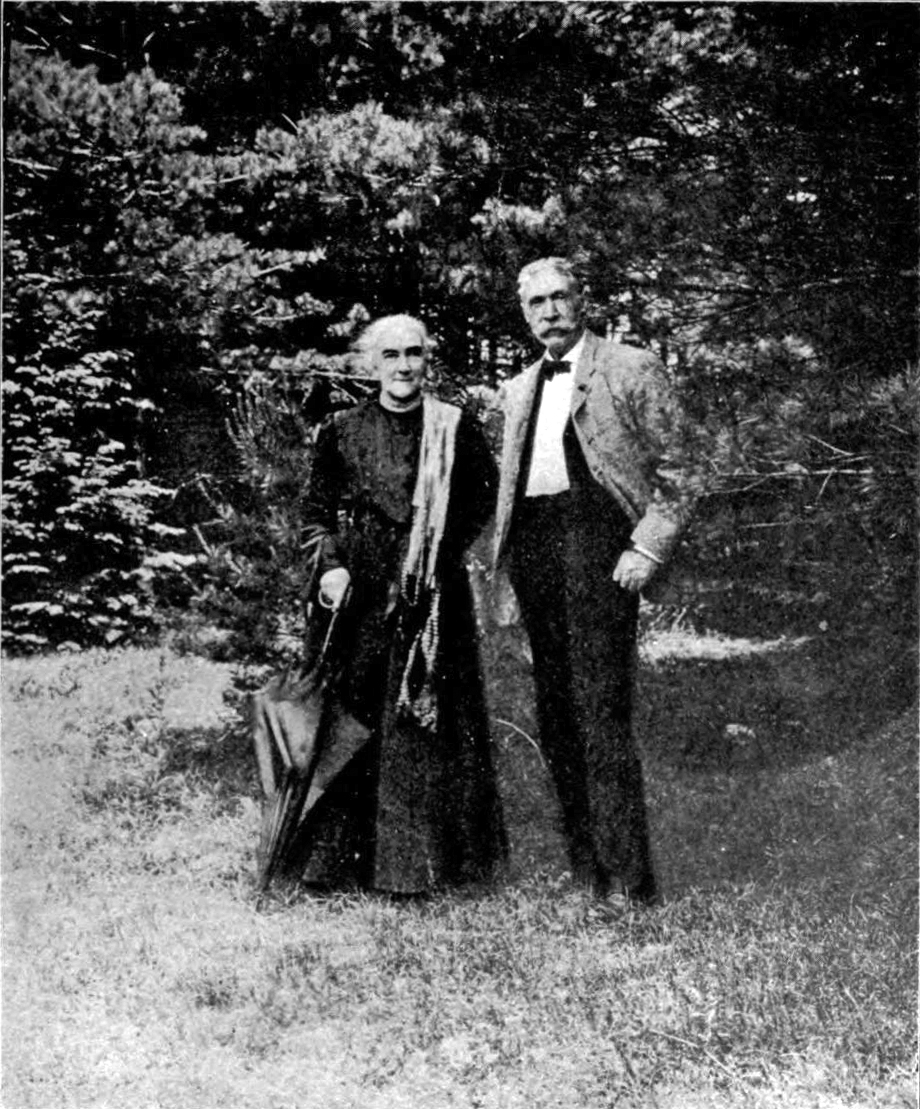
Ellen i Robert Richards, 1904

El 4 juny de 1875 Swallow es va casar amb Robert H. Richards (1844-1945), cap del Departament d'Enginyeria de Mines a l'MIT, i amb qui havia treballat al laboratori de mineralogia. Van fixar la seua residència a Jamaica Plain (Massachusetts). Amb el suport del seu marit va continuar associada al MIT oferint voluntàriament els seus serveis i contribuint amb 1000 dòlars anuals per al «Laboratori de la dona», un programa en què les seues alumnes eren majoritàriament mestres d'escola que en la seua formació no havien fet treball de laboratori i que volien fer experiments químics i aprendre mineralogia.
La seva primera feina, després de la universitat, en el període 1873-1878, va ser com a professora sense sou de química al MIT.
Des del 1884 fins a la seva mort, va ser professora de química sanitària al laboratori recentment fundat a l'Estació Experimental de Lawrence, el primer d'aquest tipus als Estats Units i dirigit pel seu ex professor, William R. Nichols. De 1887 a 1890, va treballar també com a analista d'aigües per a la Junta de Salut de l'estat de Massachusetts.
Ellen Richards va morir el 30 de març 1911 a la seva casa a Jamaica Plain per una angina de pit. Està enterrada al cementiri de la família a Gardiner (Maine).

## Èxits científics

### Aire i aigua de qualitat
A la dècada de 1880, els seus interessos es van adreçar cap als temes de sanejament, en particular, a la qualitat de l'aire i l'aigua. Va analitzar més de 40.000 mostres de les aigües locals que en aquell moment servien d'aigua potable per a les poblacions properes. Això va donar lloc a l'anomenat «Mapa normal de clor de Richards» (Richards' Normal Chlorine Map), que va ser predictiu de la contaminació de les aigües continentals a l'estat de Massachusetts. Com a resultat, Massachusetts va establir les primeres normes de qualitat de l'aigua a Amèrica, i es va crear la primera planta moderna de tractament d'aigües residuals.

### Mineralogia
La seua tesi de màster a Vassar va ser una anàlisi de la quantitat de vanadi en el mineral de ferro. Va realitzar nombrosos experiments en mineralogia, incloent el descobriment d'un resident insoluble del mineral rar samarskita. Posteriorment altres científics ho van fer servir per produir samari i gadolini. El 1879 va ser la primera dona acceptada com a membre de l'Institut Americà d'Enginyers Miners i Metal·lúrgics.

### Sanejament de la llar
Ellen Richards va aplicar els seus coneixements científics a la llar, defensava que totes les dones havien de tenir formació en ciències, en la mesura que elles són les persones responsables de la llar i de la nutrició a la família. Va escriure llibres sobre la ciència per al seu ús a la llar, com ara la La química de la cuina i de la neteja, publicat en 1882. El seu llibre Materials dels aliments i les seves adulteracions (1885) va portar a l'aprovació de la primera Llei d'Aliments purs i Medicaments a Massachusetts. Va fer servir la seva pròpia casa com una mena de laboratori experimental per a aconseguir una vida saludable a través de la ciència. Amb la preocupació per la qualitat de l'aire a la llar, va passar del carbó per la calefacció i la cuina amb gas. Amb el seu marit van instal·lar ventiladors per treure l'aire de la casa cap a l'exterior i netejar així l'aire de l'ambient de dins de casa. També va determinar la qualitat de l'aigua a través de proves químiques, per assegurar-se que les aigües residuals no estaven contaminant l'aigua potable.
El 1882 va publicar The Chemistry of Cooking and Cleaning: A Manual for House-keepers, va dissenyar i mostrar models de cuines, va idear plans d'estudi i organitzar conferències.

### Eutènica
Ellen Richards va prendre aquest terme del grec Eutenea, Εὐθηνία (bon estat del cos: la prosperitat, bona fortuna). En el seu llibre Euthenics: the science of controllable environment, publicat el 1910, va declarar el que ella entenia per Euthenics: la millora de les condicions de vida, a través de l'esforç conscient, amb el propòsit d'assegurar éssers humans eficients.
Hi va haver molts factors que van contribuir a fer que aquest moviment no aconseguís mai el finançament ni l'atenció adequada per construir una solució duradora i dissenyar un pla d'estudis multidisciplinari: un fort debat sobre el seu significat exacte, la confusió amb el terme eugenèsia, seguit per la Gran Depressió i les dues guerres mundials. Això va ser la fi de l'eutènica com originalment ella l'havia definida.
A partir dels voltants de 1920, però, els especialistes en economia domèstica es desplacen cap a altres camps, com la nutrició i els teixits, que ofereixen més oportunitats de carrera, mentre que els problemes de salut es tracten més a les ciències dures i a les professions d'infermeria i salut pública. A més, les millores en la sanitat pública (per exemple, la major disponibilitat dels sistemes de clavegueram i de la inspecció d'aliments) van conduir a una disminució de les malalties infeccioses i, per tant, a una disminució de la necessitat de les mesures específiques per a la llar.
Richards va ser la primera persona que va utilitzar el terme, en The Cost of Shelter (1905), amb el significat de «la ciència per una vida millor».

### El treball de laboratori
Després de la seva primera experiència com a analista d'aigua amb el professor Nichols, Ellen Richards va iniciar una extensa pràctica privada de la química sanitària, incloent-hi l'examen no només de l'aigua, sinó també de l'aire i dels aliments, i analitzant els papers pintats i els teixits per cercar-hi la presència d'arsènic. Als anys 1878 i 1879 es van examinar un gran nombre de botigues de queviures de primera necessitat, i els resultats de la seva investigació van ser publicats dins del primer informe anual de la Board of Health, Lunacy and Charity, la successora de l'antiga Junta de la Salut. També va treballar com a assessora de la Fabricants Mutual Fire Insurance Co. i el 1900 va escriure el llibre de text: Air, Water, and Food from a Sanitary Standpoint. El seu interès pel medi ambient la va portar a introduir la paraula ecologia a l'anglès al voltant del 1892, terme que s'havia fet servir per primera vegada en alemany pel biòleg Ernst Haeckel per descriure la «família de la natura».

## Educació de la dona
Ellen Richards es va presentar a l'Associació per l'Educació de la Dona de Boston l'11 de novembre de 1875 amb un discurs que va causar una profunda impressió, on va exposar les necessitats de les dones i la convicció que la Junta de Govern de l'Institut de Tecnologia (MIT) habilitaria espai per al Laboratori de la Dona si l'Associació subministrava els diners necessaris per als instruments, aparells i llibres. També va manifestar que les beques eren gairebé indispensables. El novembre de 1876 l'Associació per a l'Educació de la Dona va designar un comitè per entrar en comunicació amb l'Institut de Tecnologia, que havia de conduir a la creació del Laboratori de la Dona del MIT. L'Institut va oferir un petit edifici, inicialment projectat per a un gimnàs, per ubicar-hi el Laboratori i finalment el 1879 Ellen Richards es va convertir en instructora de laboratori (sense sou) en anàlisi química, química industrial, mineralogia i biologia aplicada juntament amb el professor John M. Ordway i l'Associació per l'Educació de la Dona va accedir a recaptar diners per comprar equips per al laboratori. El 1883 l'Institut va construir un nou edifici en el qual es va reservar espai perquè el fessin servir tots els estudiants de laboratori, tant dones com homes. El Laboratori de la dona es va tancar i l'edifici va ser enderrocat.
El 1884 va ser nomenada professora en Química Sanitària al mateix Institut de Tecnologia, una posició que va ocupar fins a la seva mort. A més de totes les seves funcions acadèmiques i de docència, se l'anomenava també la Degana de les Dones.
El gener de 1876, Ellen Richards va començar una llarga vinculació com a instructora amb la primera escola per correspondència d'Amèrica, la Society to Encourage Studies at Home (Societat per al Foment de l'Estudi a la Llar), creada per Anna Eliot Ticknor el 1873, i en la qual va desenvolupar el Departament de Ciències. El 1886 va promoure una nova secció de Ciència Sanitària. Aleshores era un moment en què es van generalitzar les comoditats de la llar emprant aigua, gas o electricitat, però en canvi les mestresses de casa rarament entenien els perills i dificultats que comportava fer servir aquests subministraments. Ella es va adonar que era necessària la instrucció, i es va alegrar que la Societat per al Foment de l'Estudi a la Llar servís per a aquesta fi i així difondre per tot arreu el coneixement sobre les possibilitats d'organització de la llar fent servir principis veritablement científics.
Ellen Richards i Marion Talbot es van convertir en les «mares fundadores» de la que més endavant seria l'Associació Americana de Dones Universitàries (AAUW) quan van convidar unes altres quinze dones graduades universitàries a una reunió a la casa de Talbot a Boston, al 28 de novembre de 1881. El grup es va constituir com una organització en la qual les dones universitàries graduades s'unien per obrir les portes de l'educació superior a altres dones i per trobar més oportunitats per a la seva formació.

## Educació i nutrició
L'1 de gener de 1890, Ellen Richards va entrar en una empresa que, per utilitzar les paraules d'un popular escriptor anglès [quin?], va ser «un fracàs interessant, però un fracàs que tenia tot el valor educatiu d'un primer reconeixement en territori inexplorat». Aquest experiment va ser la famosa New England Kitchen de Boston, i el «territori inexplorat» es va crear per la voluntat d'alimentar els pobres de manera científica; l'objectiu era servir els aliments cuinats per a consumir a casa per donar la major quantitat possible d'aliment per a una determinada quantitat de diners.
El 1894 en algunes escoles secundàries de Boston va començar el primer Programa Públic de Dinar Escolar d'Amèrica, en gran part gràcies a Ellen Richards i Edward Atkinson. Malgrat que els dinars mai van arribar a ser instruments eficaços per a l'ensenyament de la Nova Nutrició que els fundadors havien previst, a principis del segle xx van ser elogiats per proporcionar aliments nutricionals saludables i a preus baixos als nens que normalment no en tindrien, i això es va convertir en la principal justificació dels programes de dinar similars que es van crear en altres ciutats. Va ser molt més tard, el 1946, quan el president Harry S. Truman va signar la llei del Programa Nacional de Dinars Escolars per oferir dinars escolars a baix cost o gratuïts als estudiants qualificats a través de subsidis a les escoles. Aleshores el programa es va establir com una forma d'estabilitzar els preus dels aliments mitjançant l'absorció d'excedents agrícoles, mentre que al mateix temps es garantia el subministrament d'aliments als nens en edat escolar.
El 1908, Ellen Richards va ser escollida la primera presidenta de la recentment formada American Home Economics Association, que el 1994 va passar a dir-se Associació Americana de Ciències de la Família i del Consumidor. També va fundar i va finançar la publicació de l'Associació, la Revista d'Economia de la Llar, que va començar a publicar-se el 1909. El 1994 passaria a anomenar-se Journal of Family and Consumer Sciences.